# Literatura de l'antic Egipte

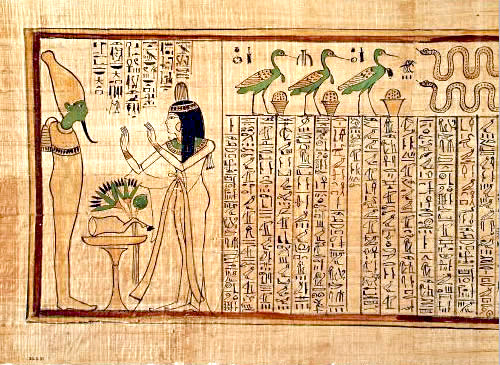
Llibre dels Morts. Metropolitan Museum.

La literatura de l'Antic Egipte que ha arribat fins a l'actualitat i mostra l'esplendor d'aquella època s'ha conservat gràcies al fet que està gravada a temples i tombes, i que els papirs que la recullen estaven guardats i segellats en les tombes, protegits. La literatura egípcia arribà a la seva esplendor amb la Història de Sinuhé i els Texts dels Sarcòfags.

## Llengua
La llengua egípcia antiga, que és una branca de la família de llengües afroasiàtiques, fou una de les primeres llengües escrites, i es coneix per inscripcions jeroglífiques preservades en monuments i fulles de papir. El copte, l'única llengua descendent de l'egipci, és en l'actualitat el llenguatge litúrgic de l'Església ortodoxa copta. La koiné, un dialecte de la llengua grega, fou parlat a Alexandria durant l'època ptolemaica, utilitzat en l'administració, en ambients filosòfics i culturals, essent posteriorment estudiat per erudits àrabs. A partir del segle vii, els invasors àrabs imposaren llur llengua, que és la parlada avui dia a Egipte.

## Sistemes d'escriptura
Els jeroglífics foren un sistema d'escriptura ideat i emprat pels antics egipcis des de l'època predinàstica fins al segle iv, i representen tant ideogrames com fonogrames.
Hi ha tres tipus bàsics d'escriptura: jeroglífica, hieràtica i demòtica, aquesta última corresponent al període tardà de l'Antic Egipte. Els documents més antics coneguts foren trobats a la tomba del sobirà predinàstic Horus Escorpí II, trobada l'any 1997 a Umm al-Qa'ab, a Abidos, datats mitjançant carboni-14 entre el 3300 i el 3200 aC, i l'última està datada el 24 d'agost de 394 al temple d'Isis, a Files.

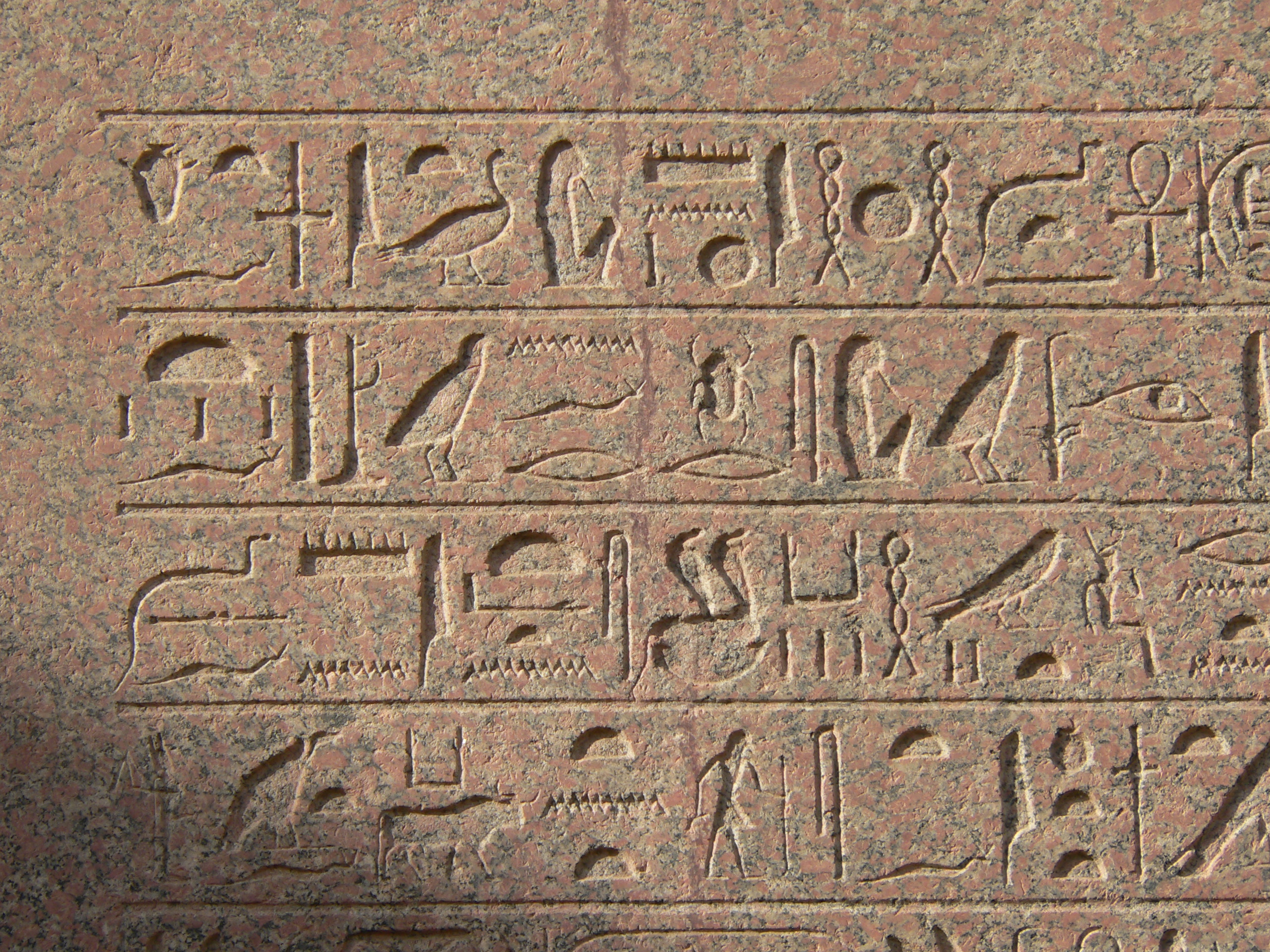
Escriptura jeroglífica.
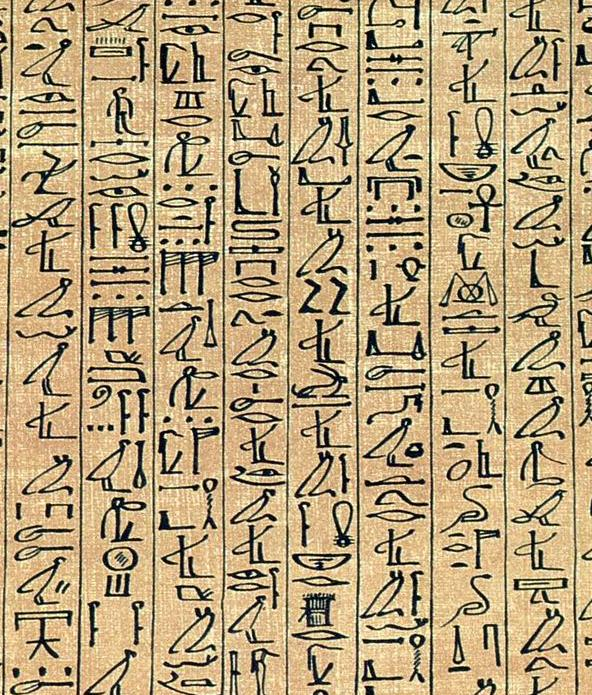
Escriptura jeroglífica cursiva.
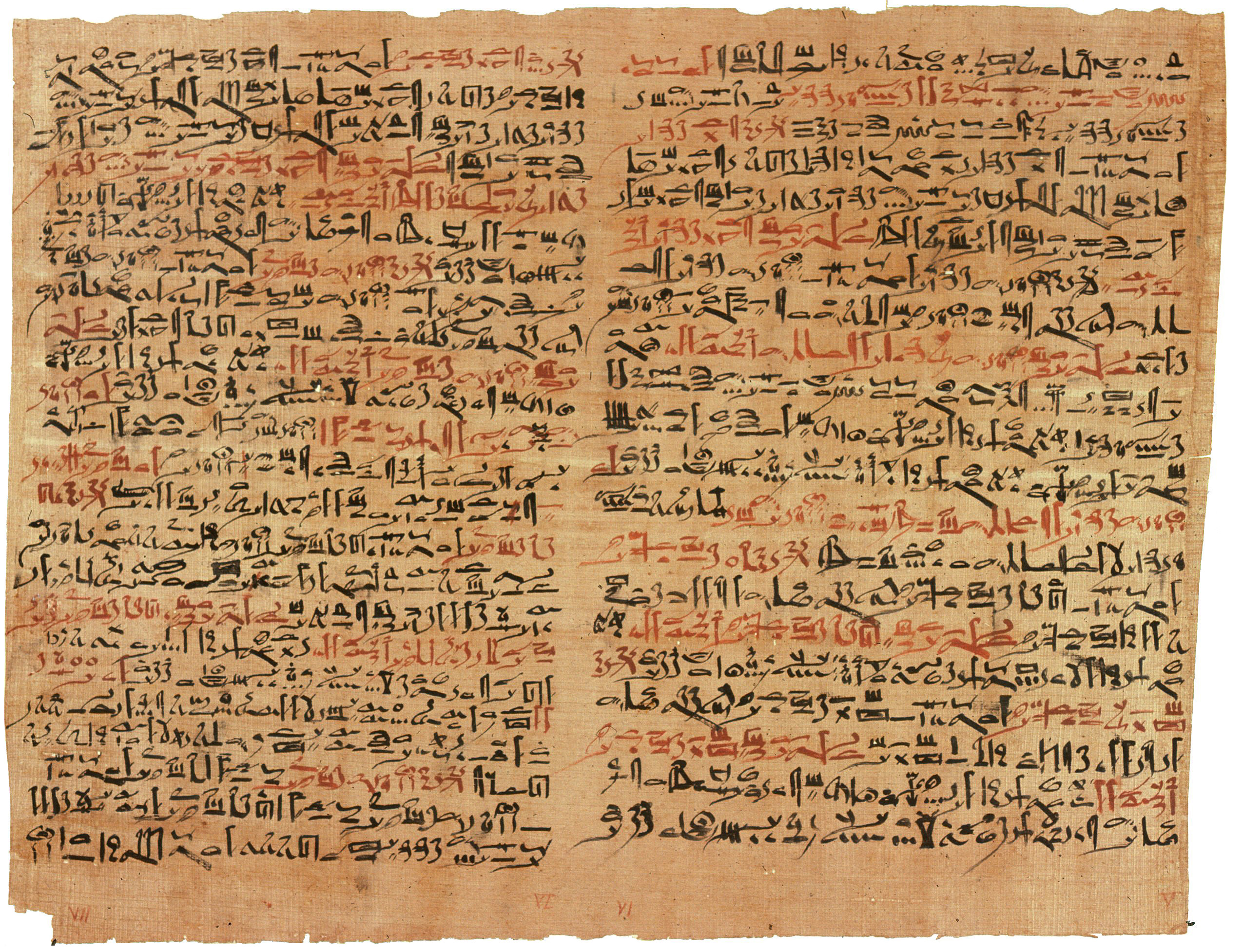
Escriptura hieràtica.
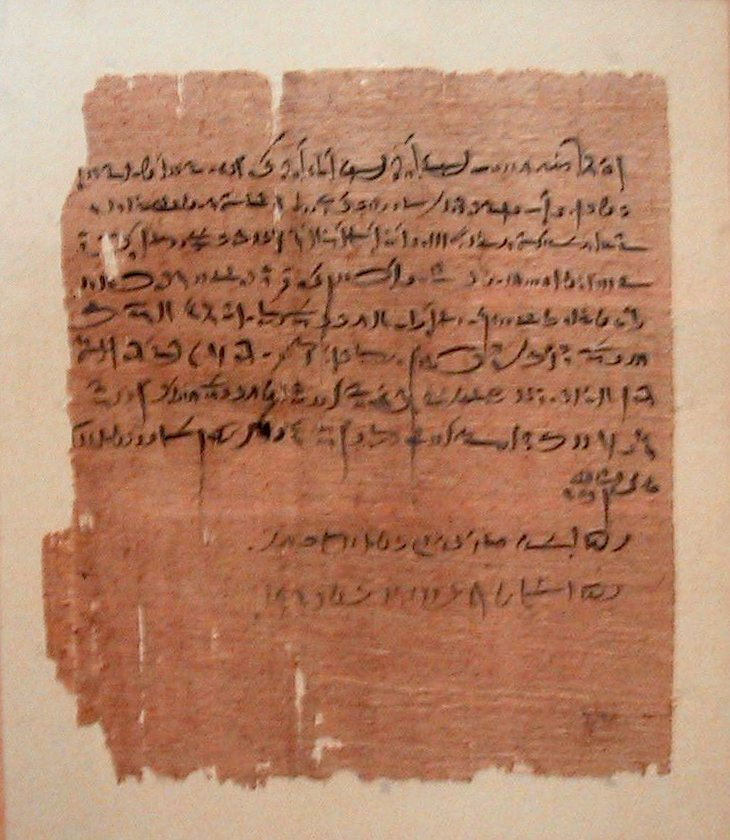
Escriptura demòtica.

## Literatura

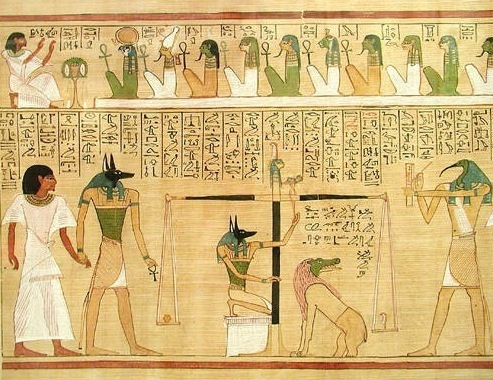
Llibre dels Morts, fragment del capítol 125.

La literatura egípcia antiga es remunta al Regne Antic, al tercer mil·lenni aC. La literatura religiosa es coneix millor, pels seus himnes a diversos déus i els seus texts funeraris. L'obra literària més antiga que ha arribat fins a l'actualitat és els Texts de les Piràmides: la mitologia i els rituals inscrits a les cambres funeràries de les piràmides de diversos faraons de l'Imperi Antic. Més endavant sorgí la literatura de texts seculars, com els texts sapiencials, en forma d'instrucció filosòfica. Les Instruccions de Ptahhotep, per exemple, és una col·lecció de proverbis morals escrits per un cortesà egipci.
També hi ha una àmplia col·lecció de papirs amb texts tècnics i mèdics, com els Papirs de Lahun sobre matemàtiques, tot i que n'hi ha de literatura recreativa, com el Papir Westcar, que conté una col·lecció de contes de la dinastia IV. Es conserven la Història del camperol eloqüent i la Disputa entre un home i el seu ba, coneguda també com a Diàleg del desesperat de la vida amb la seva ànima (segle xxi aC). Aquest darrer text sembla una mostra d'un gènere literari molt antic (hi ha expressions semblants a un escriptor anterior, Ipuur); ecos d'aquest gènere ressonen al molt posterior Llibre de Job hebreu. El desesperat exposa les amargors de la vida i la seva ànima intenta de rebatre'l exposant-li les bondats que té. Contràriament, el Cant de l'arpista, gravat en moltes tombes de l'època, s'identifica amb l'ànima i busca una evasió a aquestes amargors.
Els autors de la literatura dels regnes Antic i Mitjà (mitjans del segon mil·lenni aC) semblen haver estat una elit de la classe administrativa, i foren celebrats a l'Imperi Nou (a finals del segon mil·lenni).

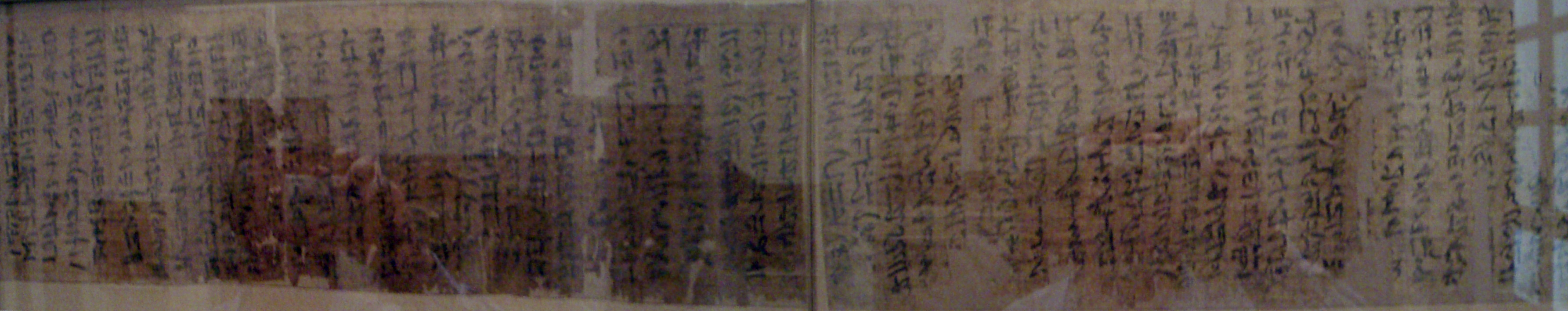
Disputa entre un home i el seu ba

Durant el Primer Període Intermedi, fundant-se en els Textos de les Piràmides, sorgiren els Textos dels Sarcòfags i, finalment, la literatura del Més Enllà produí la seva obra més cèlebre, el Llibre dels Morts, durant l'Imperi Nou, època en què s'escrigueren també els Papirs de Berlín. L'Imperi Nou fou el segle d'or de la literatura egípcia. Entre els texts notables s'hi inclouen la Profecia de Neferti, les Instruccions d'Amenemhat, la Història de Sinuhé, la del Mariner Nàufrag, datada cap al segle xviii aC, i que sembla ésser l'antecedent no només de la literatura d'Ulisses entre els faecis que es mostra a l'Odissea d'Homer, sinó també de la història de Sindbad que apareixerà més reelaborada a Les mil i una nits; la del Camperol eloqüent, o la de la narració de La presa de Iapu (Jaffa).

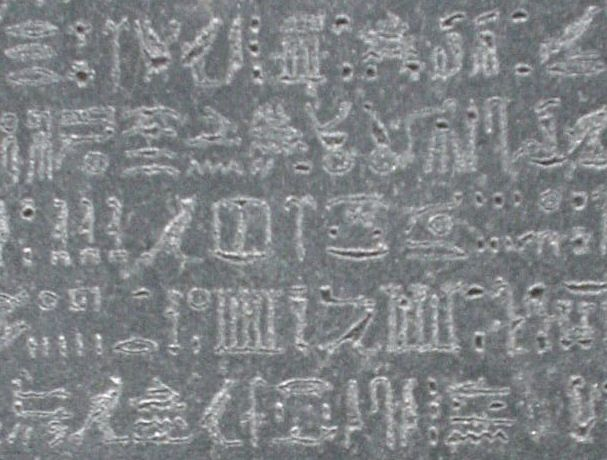
Fragment de la Pedra de Rosetta.

Les instruccions arribaren a ser un gènere literari popular a l'Imperi Nou, prenent la forma de consells per seguir la conducta apropiada. La Història d'Unamon, el Poema de Pentaur i les Instruccions d'Anos són els exemples més coneguts d'aquest període.
Durant el període grecoromà (del 332 aC al 639), la literatura egípcia fou traduïda a altres llengües, i la grecoromana es fongué amb l'art natiu en un nou estil d'escriptura. D'aquest període prové la Pedra de Rosetta, que arribà a ser el text clau per poder desxifrar els misteris de l'antiga escriptura egípcia.

## Biblioteca

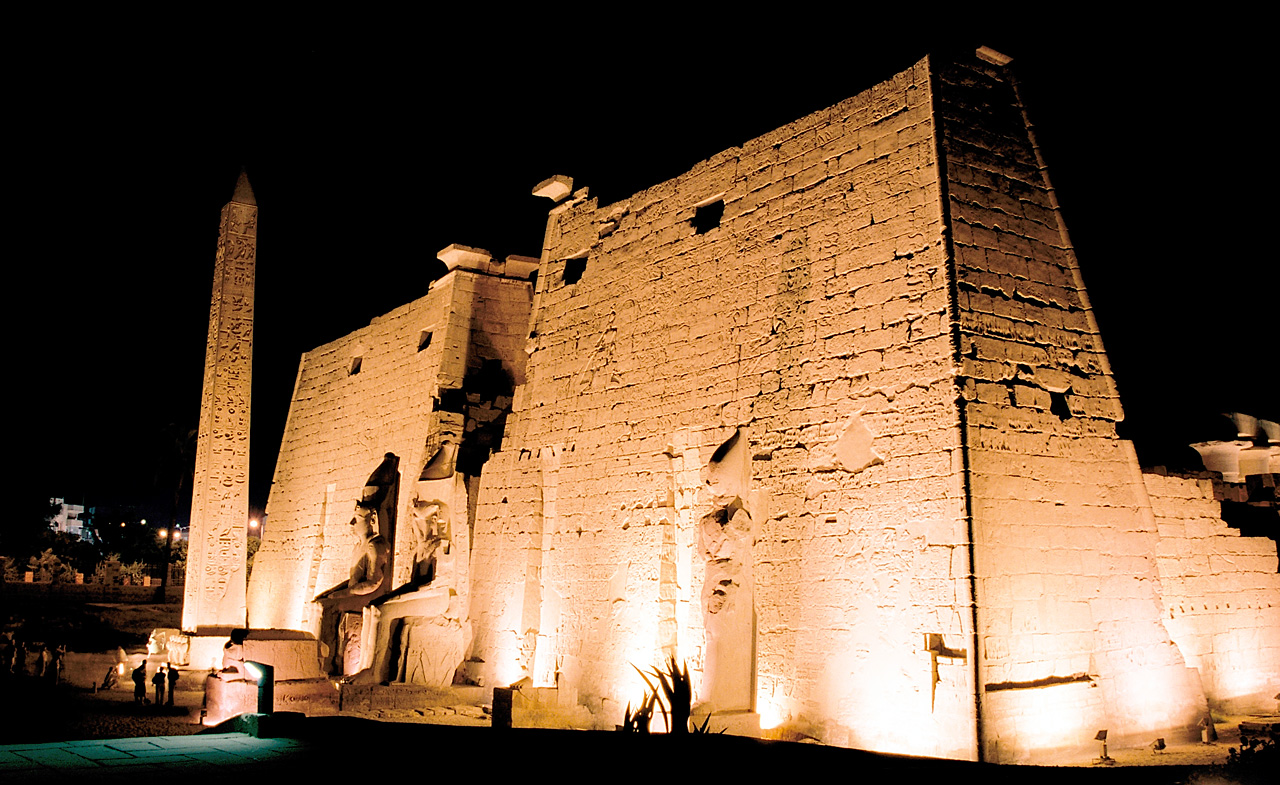
Temple de Luxor.

Hi havia biblioteques als temples, concretament les denominades cases de la vida, on es guardava el coneixement.
Diodor de Sicília refereix l'existència de la biblioteca d'un faraó que ell denomina Osimandias (probablement Ramsès II), que estava a la ciutat de Luxor, on els exploradors Champollion i Wilkinson descobriren indicis d'una biblioteca que hagué d'existir al segle xiv aC.
La ciutat d'Alexandria es jactà de la seva famosa Biblioteca, d'entre 400.000 i 700.000 rotlles escrits a mà, que era la més gran del món. Fou fundada a començaments del segle iii aC, durant el regnat de Ptolemeu II Filadelf, després que el seu pare hagués creat el Temple de les Meditacions o Museu. L'organització inicial és atribuïda a Demetrius Phalereus, però a penes hi ha informació d'ell. Al centre d'estudis d'Alexandria s'hi elaborà la traducció al grec de la Bíblia hebrea, la Septuaginta.